# Křižanovice (Pardubice)
Křižanovice é uma comuna checa localizada na região de Pardubice, distrito de Chrudim.